# Фторид азота(III)
Трифтори́д азо́та (фторид азота(III), трёхфтористый азот) — бинарное неорганическое соединение азота и фтора с формулой {\displaystyle {\ce {NF3}}}, бесцветный ядовитый тяжёлый газ, негорюч, вызывает коррозию металлов, имеет характерный затхлый запах плесени, плохо растворяется в воде.
Вызывает сильный парниковый эффект.
Применяется в качестве травителя в микроэлектронике.

## История
Трёхфтористый азот был впервые получен Отто Раффом, Фишером, Люфтом в 1903 году путём электролиза раствора фторида аммония во фтороводороде.

## Физические свойства
Трифторид азота — бесцветный ядовитый тяжёлый газ, имеет характерный запах плесени, плохо растворяется в воде, не вступая с ней в реакцию. Связи в молекуле практически неполярные и поэтому молекулы вещества имеет малый дипольный момент равный 0,234 Д, для сравнения, дипольный момент полярной молекулы аммиака 1,47 Д. Эта разница вызвана тем, что атомы фтора действуют как электроноакцепторные группы, притягивая на себя практически все электроны неподеленной пары электронов атома азота.

## Химические свойства
При комнатной температуре более инертен, чем другие тригалогениды азота: трихлорид азота, трибромид азота и трииодид азота, все эти вещества взрывоопасны. Это единственный из тригалогенидов азота с отрицательной энтальпией образования из элементов.
Является сильным, но медленно действующим окислителем, способен реагировать со многими химическими элементами, оксидами, солями и элементоорганическими соединениями, а его смеси с газами-восстановителями при нагревании взрываются. Окисляет хлороводород до элементарного хлора:
{\displaystyle {\ce {2 NF3 + 6HCl -> 6 HF ^ + N2 ^ + 3 Cl2 ^}}}.
При контакте с металлами и при высоких температурах превращается в тетрафторгидразин:
{\displaystyle {\ce {2 NF3 + Cu -> N2F4 + CuF2}}}.
При нагревании является сильным фторирующим агентом. При действии дифторида криптона или фтора и пентафторида сурьмы может быть окислен до соли тетрафтораммония {\displaystyle {\ce {NF4(SbF6)}}}:
{\displaystyle {\ce {NF3 + F2 + SbF5 -> NF4^+SbF6^-}}}.
Однако при кипении медленно реагирует с водой:
{\displaystyle {\ce {3NF_3 + 5H_2O ->[+100^oC] HNO_3 + 2NO ^ + 9HF ^}}}

## Получение
Трифторид азота — редкий пример бинарного фторида, который можно получить непосредственно из элементов только в специальных условиях, например с помощью электрического разряда в смеси газов.
{\displaystyle {\ce {3F2 + N2 -> 2NF3 ^}}}
Промышленный метод получения - взаимодействие аммиака со фтором при очень низких температурах. Реакция идёт по радикально-цепному механизму:
{\displaystyle {\ce {NH3 + 3F2 -> NF3 ^ + 3HF ^}}}
Также получают с помощью модифицированного метода Раффа.
Поставляется в баллонах под давлением.
Мировой объём производства оценивается в 100 т на 1992 год и в 4000 т на 2007 год.

## Применение
Трифторид азота используется при плазменном травлении кремниевых пластин.
В этом процессе молекулы трифторида азота разрушаются в плазме тлеющего разряда и образующиеся молекулы фтора являются травящим агентом для кремния, диоксида кремния, нитрида кремния. Поэтому используется для изготовления ЖК мониторов, тонкоплёночных солнечных батарей и микросхем.

## Экологические аспекты
Трифторид азота по своим свойствам является парниковым газом и может провоцировать глобальное потепление (по оценкам он в 17 200 раз активнее, чем углекислый газ той же массы при действии в течение 100 лет), однако, в силу невысоких объемов выброса в настоящее время его вклад в парниковый эффект не превышает 0,04 % от вклада антропогенных выбросов углекислого газа. Согласно исследованиям, количество NF3 в атмосфере равно 5400 т в 2008 г. и повышается на 11 % каждый год, причём его среднее время жизни в атмосфере составляет от 550 до 740 лет.